# Баландышское сельское поселение
Баландышское се́льское поселе́ние — муниципальное образование в Тюлячинском районе Татарстана Российской Федерации.
Административный центр — село Баландыш.

## История
Статус и границы сельского поселения установлены Законом Республики Татарстан от 31 января 2005 года № 43-ЗРТ «Об установлении границ территорий и статусе муниципального образования "Тюлячинский муниципальный район" и муниципальных образований в его составе».
В середине XX века сельское поселение входило в состав Сабинского района ТАССР.

## Население
| 2010 | 2011 | 2012 | 2013 | 2014 | 2015 | 2016 |
| ---- | ---- | ---- | ---- | ---- | ---- | ---- |
| 650  | →650 | ↘647 | ↘643 | →643 | ↘618 | ↗620 |
| 2017 | 2018 |      |      |      |      |      |
| ↘619 | ↗627 |      |      |      |      |      |

## Состав сельского поселения
| № | Населённый пункт | Тип населённого пункта       | Население |
| - | ---------------- | ---------------------------- | --------- |
| 1 | Баландыш         | село, административный центр |           |
| 2 | Средняя Меша     | деревня                      |           |